# Боуден (Алберта)
Боуден (енгл. Bowden, Alberta) је малено насеље са статусом варошице у централним деловима канадске провинције Алберта, у оквиру статистичке регије Централна Алберта. Налази се око 45 км јужно од града Ред Дир, док је нешто северније варошица Инисфејл, а јужније варош Оулдс. 
Према подацима пописа становништва из 2011. у варошици је живео 1.241 становник у 545 домаћинстава, што је за 2,6% више у односу на стање из 2006. када је регистровано 1.210 житеља у вароши.

## Становништво
| 2011. |
| ----- |
| 1.241 |